# Biozátěž
Biozátěž označuje, jak je počasí vhodné k fyzické zátěži, předpověď biozátěže je důležitá hlavně pro lidi s nemocemi srdce, a jedince fyzicky slabé, ale snadno ji mohou pocítit i ti zdraví. Předpověď je vydávána z hlediska meteotropních účinků na lidský organizmus. Vydává se s cílem zmenšit nepříznivé projevy počasí u osob se zvýšenou vnímavostí na počasí.

## Stupně biozátěže
|  | Stupeň    | Popis |
|  | --------- | --- |
|  | 1. stupeň | Počasí je vhodné k plné fyzické zátěži, a riziko pro kardiaky je nejmenší. Jde o dny, kdy je chladno, či přiměřeně teplo, do 25 °C. |
|  | 2. stupeň | Jde o dny méně vhodné k fyzické zátěži, kardiaci by měli být s fyzickou zátěží obezřetní a zdraví lidé by se měli věnovat méně fyzicky náročné činnosti, a pokud už dělají něco fyzicky náročného, měli dbát na dostatečný přísun tekutin, protože riziko dehydratace je zvýšené, obvykle jde o dny horké, s teplotami nad 25. Také může být vyhlášen v souvislosti s prudkou změnou tlaku a počasí, což může u některých vyvolat únavu, a oslabit imunitní systém. |
|  | 3. stupeň | Vyhlašuje se zpravidla při velmi horkých dnech s teplotami nad 30. Riziko infarktu je v tomto období pro kardiaky výrazně zvýšené a ti zdraví mohou pociťovat slabost či nevolnost z horka, doporučuje se těžké fyzické zátěži vyvarovat zcela, protože při ní může snadno dojít k přehřátí organismu |